# Volov Peak
Der Volov Peak (englisch; bulgarisch връх Волов wrach Wolow) ist ein 1148 m hoher und felsiger Berg an der Davis-Küste des Grahamlands auf der Antarktischen Halbinsel. Am südwestlichen Ausläufer des Korten Ridge ragt er südwestlich des Temple-Gletschers 16,6 km südöstlich des Havilland Point, 1,84 km südsüdwestlich des Chubra Peak und 5,5 km westlich des Mount Bris.
Deutsche und britische Wissenschaftler kartierten ihn 1996 gemeinsam. Die bulgarische Kommission für Antarktische Geographische Namen benannte ihn 2010 nach dem bulgarischen Freiheitskämpfer Panajot Wolow (1850–1876).